# Фуюй
Фуюй (кит. спр. 扶余市, піньїнь: Fúyú Shì) — місто-повіт в східнокитайській провінції Цзілінь, складова міста Сун'юань.

## Географія
Фуюй лежить на річці Сунгарі.

### Клімат
Місто знаходиться у зоні, котра характеризується вологим континентальним кліматом зі спекотним літом. Найтепліший місяць — липень із середньою температурою 23.7 °C (74.7 °F). Найхолодніший місяць — січень, із середньою температурою -16.6 °С (2.1 °F).
| Клімат Фуюя             | Клімат Фуюя | Клімат Фуюя | Клімат Фуюя | Клімат Фуюя | Клімат Фуюя | Клімат Фуюя | Клімат Фуюя | Клімат Фуюя | Клімат Фуюя | Клімат Фуюя | Клімат Фуюя | Клімат Фуюя | Клімат Фуюя |
| Показник                | Січ.        | Лют.        | Бер.        | Квіт.       | Трав.       | Черв.       | Лип.        | Серп.       | Вер.        | Жовт.       | Лист.       | Груд.       | Рік         |
| Середній максимум, °C   | −10,9       | −6,6        | 2,9         | 13,6        | 21,6        | 26,1        | 28          | 26,5        | 21,1        | 12,2        | 0,7         | −8,3        | 10,6        |
| Середня температура, °C | −16,6       | −12,6       | −3,1        | 7,3         | 15,2        | 20,8        | 23,7        | 22          | 15,5        | 6,8         | −4,3        | −13,3       | 5,1         |
| Середній мінімум, °C    | −22,7       | −19,3       | −9,9        | 0,3         | 8           | 14,5        | 18,5        | 16,5        | 8,8         | 0,2         | −9,9        | −18,8       | −1,2        |
| Норма опадів, мм        | 1.2         | 2.2         | 5.4         | 17.1        | 32.3        | 71.8        | 138.6       | 84.6        | 43.2        | 18.1        | 4.4         | 2.4         | 421.3       |
| Днів з опадами          | 2,8         | 3           | 3,5         | 5,1         | 8           | 11,6        | 14,3        | 11,4        | 8,7         | 6,1         | 3,5         | 3,1         | 81,1        |
| Вологість повітря, %    | 69.3        | 64.7        | 53.7        | 48.1        | 48.7        | 63.1        | 76.8        | 77.7        | 68.7        | 60.8        | 65.6        | 68.4        | 63.8        |
| ----------------------- | ----------- | ----------- | ----------- | ----------- | ----------- | ----------- | ----------- | ----------- | ----------- | ----------- | ----------- | ----------- | ----------- |
| Джерело: Weatherbase    |             |             |             |             |             |             |             |             |             |             |             |             |             |